# 누누 자네이루
누누 미겔 자네이루 다 시우바(포르투갈어: Nuno Miguel Janeiro da Silva, 1977년 11월 29일 ~ )는 포르투갈의 모델이자 배우이다.